# Thalattoscopus notatus
Thalattoscopus notatus är en insektsart som beskrevs av Blöte 1964. Thalattoscopus notatus ingår i släktet Thalattoscopus och familjen dvärgstritar. Inga underarter finns listade i Catalogue of Life.